# Cummins Aeos
Cummins Aeos — концепт грузового электромобиля, седельного тягача капотного типа, разработанный компанией Cummins и ещё несколькими автопромышленными компаниями США. Может стать ответом на создание электротягача Tesla Semi.

## Характеристики
| Параметр            | Показатель в единицах                                         | Дополнительная информация                |
| ------------------- | ------------------------------------------------------------- | ---------------------------------------- |
| Кабина:             | Капотная, двухместная без спальника                           | В перспективе возможны и другие кабины   |
| Колёсная формула    | 4х2 или 4х4                                                   | Реализован пока только 4х2               |
| Аккумулятор         | Литиевый аккумулятор на 140 кВт⋅ч, дающий 161 км автономности | Возможна установка дополнительных блоков |
| Вес                 | 8165 кг без водителя                                          | актуально для модификации с КФ 4х2       |
| Моторы              | 2 мотор-редуктора на задние колёса с системой рекуперации     | актуально для модификации с КФ 2х4       |
| Вес прицепа         | До 36 тонн                                                    | Может быть выше заявленного              |
| Скорость:           | 70 миль/ч или 112 км/ч                                        | Ограничена электроникой и законодательно |
| Мощность            | около 400 л. с.                                               | Актуально для машин с КФ 4х2             |
| Бортовое напряжение | 12 вольт                                                      | Стандартно для большинства автомобилей   |
| Нагрузка на ССУ     | Нет данных                                                    | не более 20 тонн                         |

## Прочие особенности машины
Машина не имеет радиаторной решётки, задние фары являются оригинальными и вмонтированы в столь же непереносимую на другие машины пластиковую конструкцию. Все фары машины исключительно диодные. Диски на данный момент прячутся под колпаки, на заднем мосту одиночные колёса.

## Анонсирование и участие в выставках
Машина находится на испытаниях и некоторые образцы принимают участие в разных мировых автосалонах с 2017 года, но дата начала серийного производства на данный момент не названа, также практически нет информации на официальном сайте.

## Интересный факт
Этот электромобиль является первым автомобилем под собственной маркой фирмы Cummins. Один из крупнейших в мире производителей дизелей никогда прежде не делал собственных автомобилей.